# 마리우스와 자넷
《마리우스와 자넷》(Marius Et Jeannette, Marius And Jeannette)은 미국에서 제작된 로베르 구에디귀엥 감독의 1997년 코미디, 드라마, 멜로/로맨스 영화이다. 아리안 아스카리드 등이 주연으로 출연하였고 질 샌도즈 등이 제작에 참여하였다.

## 출연

### 주연
- 아리안 아스카리드
- 제라드 메이란

### 조연
- 파스칼 로버츠
- 자크 부데
- 장 피에르 다루생
- 피에르 뱅더렛

## 기타
- 배역: 마야 세울레이반